# ケネス・マクダフ
ケネス・アレン・マクダフ （英語: Kenneth Allen McDuff, 1946年3月21日 - 1998年11月17日）はアメリカのシリアルキラー。 一旦死刑判決を受けたものの、仮釈放されたのちに再び殺人を繰り返し、再度死刑判決を受けることになり、司法制度及び刑務所の体制に大きな批判が集まった。結果としてテキサス州の司法制度改革のきっかけとなる事件である。
彼は1966年、15歳から17歳の3人の少年少女の殺害で有罪判決を受けた。被害者は皆、マクダフとはそれまで一面識もなかった。マクダフは少年2人を殺害後、拉致した少女を繰り返し強姦し箒を使って残虐な方法で殺害した。  
マクダフは3件の死刑判決を宣告されたが、死刑を違憲とした（後に復活）1972年の米国最高裁判決により、終身刑に減刑された。その後、テキサス州の刑務所は過密であり受刑者の公民権を侵害していると判決が出たため、1989年にテキサス州当局は他の殺人犯や死刑囚と共に、マクダフを仮釈放した。 
釈放後、マクダフは少なくともさらに6件の殺人事件を犯し、ふたたび死刑判決を下されることになる。彼は実際には他にも多く殺害事件に関与しているとの疑いを持たれている。

## 幼少期と背景
ケネス・アレン・マクダフは、 テキサス州中部の町ローズバッドにて、6人きょうだいの5人目の子供として生まれた。 彼の父親は、コンクリート関連の事業を営んでおり、1960年代のテキサス州で巻き起こった建設ブームの間に成功した。マクダフは彼の家族、特に彼の母親のアディによって甘やかされた。アディは、スクールバスの運転手がケネスの双子の兄ロニーをバスから追い出した際、運転手を銃で脅したので「ピストル装備のママ（pistol packing mama）」とあだ名が付けられていた。ケネスは大柄だったものの力が強いほうではなく、弱い者苛めばかりする子供として知られていた。ある日彼はスポーツの得意な人気者の男子との喧嘩に負け、学校をやめた。肉体労働をしている彼の父親の仕事のために働き始めた。 彼は後のインタビューでしばしば、老婦人たちは彼が芝刈り機で芝を刈る姿を見て喜び、他の者たちを嫉妬させたと自慢していた。 マクダフは一連の盗難で有罪判決を受け、刑務所に入れられた。

## 初期の犯罪行為
マクダフの犯罪歴は、彼の最初の殺人の有罪判決が出る2年前に始まった。1964年、18歳の時に、マクダフはテキサス州にあるベル 、ミラム 、フォールズの3つの郡で12件の強盗を犯した。52年の懲役刑を言い渡され服役したが、未成年の彼は1965年12月に仮釈放された。 黒人の少年達を切りつけた罪で一時的に刑務所に戻ったが、慢性的な刑務所の過密のせいでまた数か月で解放された。さらに、現時点まで有罪判決を受けてはいないが、ロイ・デール・グリーン（1966年の3人の殺害事件の共犯者）は、マクダフが2人の若い女性を強姦し殺害したと公然と自慢していたと主張している 。

## ほうきの殺人
1966年8月6日、1か月ほど前に共通の知人を通して知り合ったマクダフと18歳のロイ・デール・グリーンは、マクダフの父親のもとでコンクリートを注ぐ仕事をしていた。 マクダフは彼の母親が買い与えた新車のダッジ・チャージャーでグリーンとドライブ中に、女の子を探していると話していた。午後10時、エドナ・サリバン（16歳）と彼女のボーイフレンドであるロバート・ブランド（17歳）、ブランドの従弟マーク・デュナン（15歳）は、テキサス州エバーマンの野球場に駐車したフォードの横に立っていた。
ぶらぶらと運転していたマクダフはサリバンに気付き、彼らから150ヤードほど離れたところに駐車した。 彼は38口径のコルトリボルバーで3人を脅し、彼らにフォードのトランクに入るように命じた。 マクダフがその車を運転し、グリーンはダッジを運転してあとを追い、田舎道を野原まで移動した。そこでサリバンにフォードから出るよう命じ、グリーンには彼女をダッジのトランクに入れるように言った。 グリーンの供述によると、この時点で、マクダフは彼らに顔を見られているから殺す必要があると述べていた。ブランドとデュナンの嘆願にもかかわらず、トランクに入ったままの少年2人に向かってマクダフは合計6発の弾丸を発射した。 マクダフはその後、グリーンにフォードから指紋を拭き取るように指示した。 
ダッジで別の場所に移動したあと、マクダフとグリーンは（後にグリーンは強要されたと主張したが）サリバンを何度も強姦した。 その後マクダフはグリーンに絞殺するためのものがないか尋ね、グリーンは彼にベルトを渡した。 しかし、結局、マクダフは3フィート (0.91 m)の長さの箒を使うことを選んだ。 彼はサリバンを窒息死させ、それからグリーンと彼は茂みに死体を捨てた。 彼らはヒルズボロ のガソリンスタンドでコカコーラを購入した後、グリーンの家に向かい、そこで夜を過ごした。 翌日、マクダフはグリーンの家のガレージのそばにリボルバーを埋め、彼らの共通の知人リチャード・ボイドの家でダッジを洗車した。 翌日グリーンはボイドの両親、グリーンの母親に罪を告白し、母親は自首するように説得した。 
マクダフはテキサスで3件の電気椅子による死刑判決を受け、グリーンは11年後に出所した。後に、マクダフの死刑判決は終身刑に減刑される。彼の母親が雇った弁護士は、グリーンが本当の殺人者であったことを示す様々な証拠をまとめた資料を提出した。 仮釈放委員会のメンバーの1人はその資料に影響され、仮釈放に一票を投じている。 委員会メンバーとの一対一の面談の時に、彼は賄賂を提供しようとし、役人を買収した罪で2年の刑を宣告された。それでも委員会メンバーはマクダフがまだ「社会に貢献する」ことができると考え、彼に仮釈放を認めることにしたので、そもそも無駄なことであった。 彼は1989年に釈放された。当時のテキサス州では、彼を含む20人の元死刑囚と127人の殺人者が釈放されている。

## 釈放後の犯罪

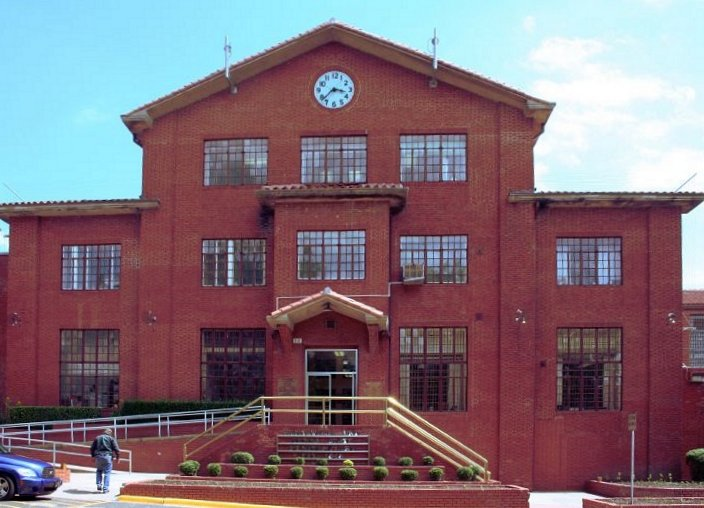
テキサス処刑室の所在地、 ハンツビルユニット

釈放後、彼はウェイコにある テキサス州立工科大学で授業を受けながら、4ドルの時給でクイックパックというコンビニエンスストアで仕事を得たが結局数か月で辞める。釈放から3日以内に、彼は再び殺害を始めたと考えられている。 31歳のサラフィア・パーカーの遺体は、1989年10月14日にウェイコから南に48マイル下ったところにある町テンプルで発見された。マクダフはこの罪で起訴されなかった。しかし、彼はすぐにローズバッドで、ある若者を殺すと脅したため、仮釈放の違反で刑務所に戻された。
マクダフの母親アディは、ハンツビルの2人の弁護士に対し、息子の釈放の見込みを「検討」した見返りに、1,500ドルと、さらに700ドルを支払った。 1990年12月18日、マクダフは再び刑務所から釈放された。 1991年10月10日の夜に、彼はウェイコでブレンダ・トンプソンという名前の麻薬中毒の売春婦を拾った。 彼は彼女を縛ったが、警察のチェックポイントの手前50フィートで停車せざるを得なかった。 警官がマクダフの車に向かって徒歩で近寄ってくると、トンプソンはマクダフのトラックのフロントガラスを何度も蹴った。 マクダフは猛スピードで警官に向かって車を突っ込ませた。後に警官によって提出された声明によると、彼ら3人はひかれないように飛びのかなければならなかったという。警官は追跡したが、マクダフはライトを消して一方通行の道を無視して進むことで追跡から逃れた。結局、彼は近くの雑木林に車を駐車し、アメリカ国道84号線近くでトンプソンを拷問のうえ死に至らしめた。遺体は1998年になって発見された。
5日後の1991年10月15日、マクダフと17歳の売春婦レジーナ・デアン・ムーアがウェイコのモーテルで口論しているのが目撃された。その後間もなく、2人はマクダフのピックアップトラックで、ウェイコ近くのテキサス州のハイウェイ6号線のそばの人里離れた場所に向かった。マクダフは彼女の腕と脚をストッキングで縛ったうえで殺害した。彼女の遺体が発見されたのは消息を絶ってから7年後の1998年9月29日だった。マクダフはまた、アーリントンで行方不明届が出された6日後の1991年9月21日に遺体が発見された、シンシア・レネ・ゴンザレス（23歳）も殺害したとされる 。
1991年12月29日、マクダフは共犯者のアルバ・ハンク・ウォーリーと共に、ルイジアナ州出身のコリーン・リードを殺害した。マクダフとウォーリーはオースティンの洗車場に行き、目撃者の目の前でリードを誘拐した。目撃者によると、マクダフは小柄な被害者を片手で首元を掴んで軽々と車に押し込んだという。
1992年2月24日、マクダフは売春婦のバレンシア・ジョシュアを絞殺し、彼女の遺体は3月15日にテキサス州立工科大学近くのゴルフコースで発見された。 さらにそのあと、マクダフのかつてのバイト先であるコンビニエンスストアの22歳の店員メリッサ・ノースラップが消息を絶ち、レジから250ドルが盗まれた。ノースラップは行方不明になった時点で妊娠していた。ノースラップの失踪時にマクダフをクイックパック近辺で目撃したという情報が寄せられていたため、マクダフはこの時点で容疑者となっていた。遺体が発見される前の捜査中、マクダフの友人が、強盗の共犯であったことを警察に自白している。ノースラップは1992年3月1日に死亡し、漁師が4月26日に遺体を発見した。 
釈放された後のマクダフの犯行は、テキサスの複数の郡にまたがっていた。これらの地域は管轄が異なる為、複数の警察組織による合同捜査は困難だった。そこで警察は連邦犯罪である麻薬密売と違法な銃器所持で、1992年3月6日にマクダフの逮捕令状を出した。1992年4月、ベル郡の捜査官はアルバ・ハンク・ウォーリーを尋問し、ウォーリーはリードを誘拐して強姦し、彼女をタバコなどで拷問したことを認めたが、殺害行為には関与していないと供述した。警察はマクダフの捜索を続けている間、ウォーリーをトラビス郡の刑務所に収監した。 
マクダフはミズーリ州カンザスシティに引っ越し、リチャード・ファウラーという偽名でゴミ収集会社で勤務していた。1992年5月1日、彼の同僚ゲイリー・スミシーは、FOXの人気テレビ番組"America's Most Wanted"（全米最重要手配犯）を観ていたところ、番組内で犯人として取り上げられたマクダフの容貌が、新入社員のファウラーに酷似していることに気づいた。他の同僚とこの件について話し合った後、彼はカンザスシティ警察に通報した。警察はファウラーが偽名であることを突き止め、ファウラーことマクダフを逮捕した。売春婦を買春した際に彼の指紋を取られていたため、ファウラーから取得した指紋とマクダフの指紋は一致した。 1992年5月4日に、6人の警官の監視チームが、彼がカンザスシティの南の埋め立て地に向かっているときにマクダフを逮捕した 。

## 裁判と死刑執行

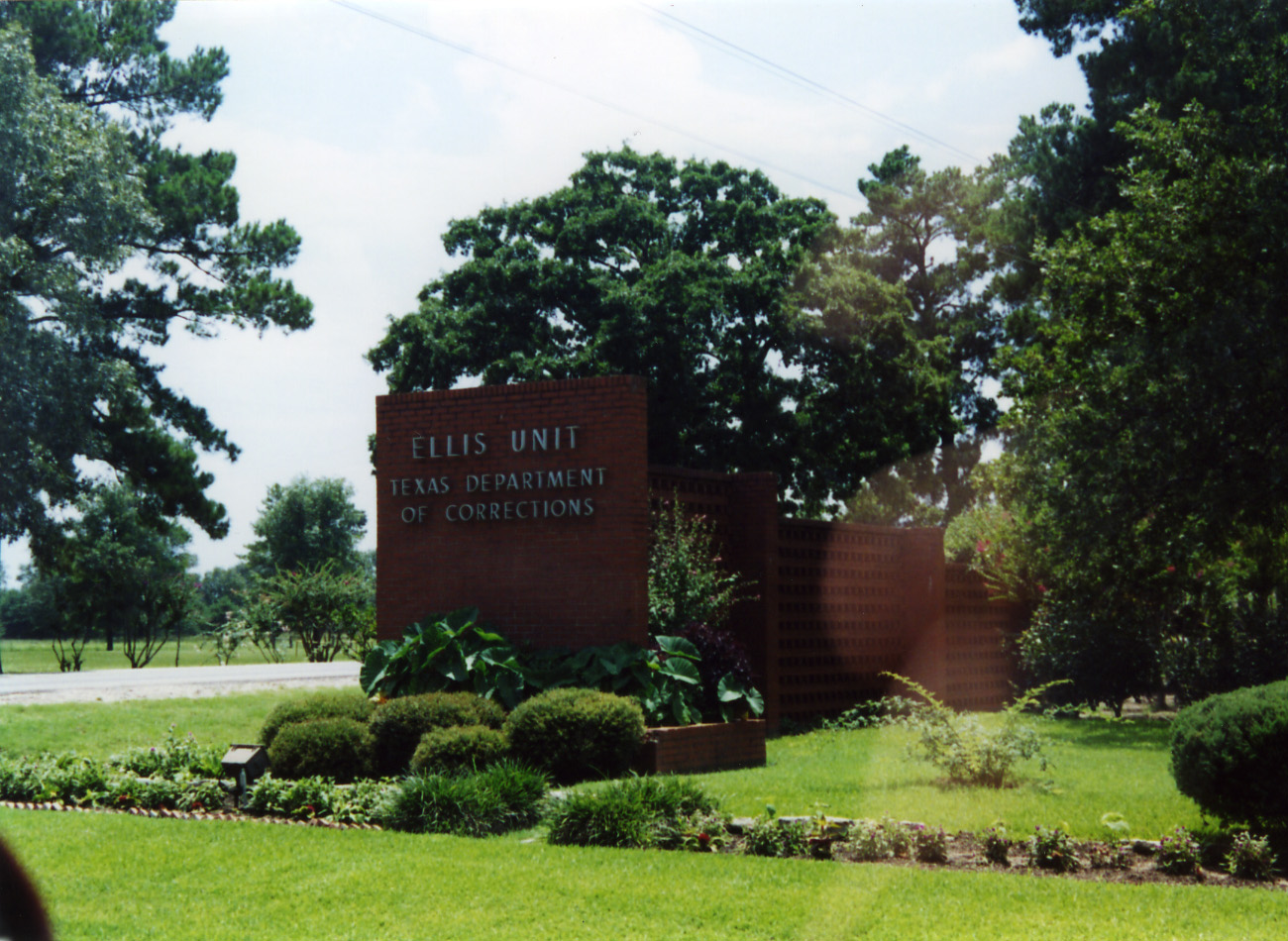
エリスユニット 、マクダフの収監時のテキサスの男性の死刑囚の場所

マクダフは、1992年6月26日にテキサス州マクレナン郡でのノースラップ殺害の件で起訴され有罪となった。 テキサス州では、殺人罪で有罪判決を受けた個人が終身刑または死刑を受けるかどうかは陪審員が決定する。 ジャーナリストのゲイリー・カートライトは、彼が処刑されることを望んでいると述べ、「死刑制度についての良い論拠があるとすれば、それはケネス・マクダフだ」と主張した。
1993年2月18日、陪審員は彼に死刑を宣告することを選んだ。 上訴が審理されている間のいくつかの遅れを経て、 西部地方裁判所は、人身保護令状の訴えを却下し、1998年11月17日の執行日を再設定した。 彼は裁判中も含め自らの犯罪を否定していたが、処刑の数週間前になってリードを含む被害者の埋葬場所を自供した。否認していたのは、認めるともはや自分が必要とされなくなってしまうと考えたからだという。 
マクダフは、テキサス州ハンツビルにある「Peckerwood Hill」とも呼ばれるジョー・バード（Joe Byrd）墓地に埋葬されている。そこに埋葬された囚人は、家族が彼らの遺体を要求しないことを選んだ人たちである。 彼の墓石は彼の執行日（11-17-98）、 "X"（彼がテキサス州によって執行されたことを意味する）、そして彼の死刑囚番号（999055）のみを記載している。  

## 書誌
- Lavergne, Gary M. (1999). Bad Boy from ローズバッド. University of North Texas Press. ISBN 9781574410723  Lavergne, Gary M. (1999). Bad Boy from ローズバッド. University of North Texas Press. ISBN 9781574410723  Lavergne, Gary M. (1999). Bad Boy from ローズバッド. University of North Texas Press. ISBN 9781574410723
- Bob Stewart (1996). No Remorse. Kensington Publishing Corporation. ISBN 978-0-7860-0231-3  Bob Stewart (1996). No Remorse. Kensington Publishing Corporation. ISBN 978-0-7860-0231-3  Bob Stewart (1996). No Remorse. Kensington Publishing Corporation. ISBN 978-0-7860-0231-3
- Christopher Berry-Dee (23 May 2003). Talking with Serial Killers: The Most Evil People in the World Tell Their Own Stories. John Blake Publishing. ISBN 978-1-84358-617-3  Christopher Berry-Dee (23 May 2003). Talking with Serial Killers: The Most Evil People in the World Tell Their Own Stories. John Blake Publishing. ISBN 978-1-84358-617-3  Christopher Berry-Dee (23 May 2003). Talking with Serial Killers: The Most Evil People in the World Tell Their Own Stories. John Blake Publishing. ISBN 978-1-84358-617-3